# Laurel Blair Salton Clark
Laurel Blair Salton Clark (Ames, Iowa, 1961. március 10. – Texas, 2003. február 1.) amerikai orvos, űrhajósnő, kapitány.
A Columbia-katasztrófa során 2003-ban vesztette életét hat társával együtt.

## Életpálya
1983-ban a Wisconsin–Madison Egyetemen szerzett állatorvosi diplomát (BSc). 1987-ben ugyanitt gyermekorvosi szakvizsgát tett. 1987–88-ban az Országos Haditengerészeti Központi Kórház munkatársa. 1989-ben tenger alatti tisztiorvosi vizsgát tett. Haditengerészeti búvár kiképzésben részesült. Többéves gyakorlattal a háta mögött kinevezték a Haditengerészeti tengeralattjárók és búvárok (sugáregészségügyi) tisztiorvosává. A Naval Aerospace Medical Institute-ban (Pensacola, Florida) hat hónapos repülőorvosi képzésen vett részt. A Haditengerészet (USAF) sebészorvosa lett. Pályafutása alatt a Csendes-óceánon is teljesített szolgálatot.
1996. május 1-től a Lyndon B. Johnson Űrközpontban részesült űrhajóskiképzésben. Űrszolgálata alatt összesen 15 napot, 22 órát és 20 percet (382 óra) töltött a világűrben. 2003. február 1-jén hunyt el a Columbia-katasztrófa során.
Férje, dr. Jonathan Clark sebész tagja volt annak a bizottságnak, amely elkészítette a NASA 400 oldalas jelentését a Columbia-katasztrófáról.

## Űrrepülések
STS–107, a Columbia űrrepülőgép 28. repülésének pilótája. A SpaceHab mikrogravitációs laboratóriumban a legénység 12 órás váltásokban végezte az előírt programokat. Szolgálati idejük alatt több mint 80 kutatási, kísérleti feladatot végeztek, vagy a zárt folyamatot ellenőrizték. Egy űrszolgálata alatt összesen 15 napot, 22 órát és 20 percet (382 óra) töltött a világűrben. 10 670 000 kilométert repült, 255-ször kerülte meg a Földet.